# Peter Grünberg
Peter Grünberg, född 18 maj 1939 i Pilsen i Böhmen-Mähren (i nuvarande Tjeckien), död 7 april 2018 i Jülich i Nordrhein-Westfalen, var en tysk fysiker. Han mottog 2007 års Nobelpris i fysik tillsammans med Albert Fert "för upptäckten av jättemagnetoresistans".

## Biografi
Grünberg föddes i Pilsen under den nazi-tyska ockupationen av Tjeckoslovakien. Familjen, liksom majoriteten av den tysktalande befolkningen i Pilsen, utvisades av den tjeckiska regeringen efter andra världskriget, och bosatte sig i Lauterbach (Hessen) i västtyska Hessen, där Grünberg fick sin gymnasieutbildning. Han studerade sedan först vid Johann Wolfgang Goethe-universitetet i Frankfurt am Main och sedan vid Darmstadts tekniska universitet där han 1969 tog sin doktorsexamen.
Han tillbringade därefter tre år vid Carleton University i Ottawa, Kanada innan han återvände till Tyskland. 1972 började han vid institutet för fasta tillståndets fysik vid Forschungszentrum Jülich och var där en ledande forskare inom tunnskiktsteknologi och magnetism fram till sin pensionering 2004.
Grünberg tilldelades 2006/2007 Wolfpriset i fysik tillsammans med Fert.

## Forskningsresultat
1988 upptäckte Grünberg, parallellt med och oberoende av den franske forskaren Albert Fert, den så kallade jättemagnetoresistansen, ett kvantmekaniskt fenomen i tunna skikt av magnetiska material. Fenomenet har bland annat gjort det möjligt att konstruera de mycket små och kompakta hårddiskar som används i moderna PC.